# ProVeg Deutschland
ProVeg Deutschland ('pʁovɛdʒ, zuvor Vegetarierbund Deutschland, kurz VEBU) ist eine deutsche Nichtregierungsorganisation in der Rechtsform eines eingetragenen Vereins. ProVeg setzt sich für einen „zukunftsfähigen Ernährungsstil und eine landwirtschaftliche Kultur ein, die vegetarisch bzw. vegan, ökologisch, ethisch und sozial verantwortlich sowie ökonomisch tragfähig sind“.
Der Verein ProVeg Deutschland ist Teil der Organisation ProVeg International, die als internationale Dachorganisation für eine Reihe von national wirkenden Organisationen dient.
Der eingetragene Verein hat seinen satzungsmäßigen Sitz und ein Hauptstadtbüro in Berlin. ProVeg Deutschland hat etwa 14.000 Mitglieder (Stand 2017) und ist somit im deutschsprachigen Raum die größte Organisation vegetarisch-vegan lebender Menschen. Der Verein ist Mitglied in der Europäischen Vegetarier-Union (EVU) und in der Internationalen Vegetarier-Union (IVU). Er gibt die Mitgliederzeitschrift ProVeg-Magazin heraus.

## Ziele
Der Verein setzt sich laut eigenen Angaben dafür ein, „einen zukunftsfähigen Ernährungsstil und eine landwirtschaftliche Kultur in unserer Gesellschaft zu etablieren, die vegetarisch bzw. vegan, ökologisch, ethisch und sozial verantwortlich sowie ökonomisch tragfähig sind“. Erklärtes Ziel ist außerdem, den durchschnittlichen Pro-Kopf-Fleischverbrauch zu senken, das Wissen und das Bewusstsein über die Bedürfnisse und Interessen der Tiere zu stärken sowie Tierrechte auf der Ernährungs-, Konsum- und Gesetzgebungsebene zu verankern. Wissenschaftliche Erkenntnisse über die positiven Auswirkungen eines vegetarischen bzw. veganen Lebensstiles auf die Umwelt, insbesondere auf das Weltklima und die Welthungerproblematik, sollen verbreitet und eine ökologisch und ökonomisch zukunftsfähige Ernährungsweise soll weltweit gefördert werden.

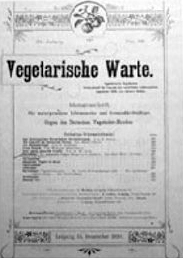
Titelblatt der Vegetarischen Warte, der ersten Mitgliederzeitschrift des späteren VEBU

## Geschichte
Der Beginn der Vegetarierbewegung in Deutschland liegt im 19. Jahrhundert. Im Jahr 1867 wurde von Eduard Baltzer in Nordhausen der Deutsche Verein für natürliche Lebensweise gegründet, dem eine Reihe anderer Vegetariervereine folgten. Der Verein schloss sich am 7. Juni 1892 in Leipzig im Gasthaus und Café Pomona mit dem Hamburger Vegetarierverein zum Deutschen Vegetarierbund zusammen. Diese Gründung hatte das Ziel, den Fleischkonsum in Deutschland deutlich zu senken und dadurch zu einer globalen Verbesserung ökologischer sowie gesundheitlicher Probleme beizutragen. Die Vereinszeitschrift trug ab 1893 den Namen Vegetarische Rundschau, ab 1897 Vegetarische Warte.
Nachdem sich noch im Jahr 1932 Vegetarier aus der ganzen Welt in Oranienburg treffen konnten, konnte die Vereinszeitschrift seit 1935 nicht mehr erscheinen. Der Verein musste sich im Jahr 1935 auf Druck der Nationalsozialisten auflösen. Nach dem Zweiten Weltkrieg kam es 1946 zur Neugründung, die jedoch durch die Trennung der Besatzungszonen erschwert wurde. Auf Betreiben von Adolf Briest entstanden deshalb zunächst zwei Vereine, die Vegetarier-Union Deutschlands (VUD) in Sontra bei Kassel und die Deutsche Vegetarier-Union (DVU) in der französischen Besatzungszone; die DVU existierte bis Mitte der 1970er-Jahre. Die Zeitschrift Der Vegetarier wurde 1956 von der VUD gegründet.
1973 kam es zum Zusammenschluss der VUD und des „Freundeskreises der deutschen Reformjugend“ als „Bund für Lebenserneuerung. Vereinigung für ethische Lebensgestaltung, Vegetarismus und Lebensreform“. Der Name wurde 1985 vorne durch „Vegetarierbund Deutschland“ ergänzt, was 2008 der ganze Name des Vereins wurde, kurz VEBU.
Im Jahr 2012  schloss sich die im Jahr 1868 von Gustav Struve mitbegründete Vegetarische Gesellschaft Stuttgart – ursprünglich Stuttgarter Vegetarierverein – dem VEBU an.
Am 22. April 2017 wurde auf einer außerordentlichen Mitgliederversammlung in Berlin die Namensänderung von VEBU nach ProVeg beschlossen.

## Finanzen
ProVeg Deutschland finanziert sich hauptsächlich durch Mitgliedsbeiträge und durch Spenden. Daneben gibt es einen Aktiv-Fonds zur Unterstützung der Öffentlichkeitsarbeit.
Seit Mai 2014 ist der VEBU/ProVeg Deutschland mit dem Siegel der Initiative Transparente Zivilgesellschaft ausgezeichnet. Als Unterzeichner der Selbstverpflichtungserklärung verpflichtet der VEBU sich, die von der Initiative festgelegten Informationen, wie u. a. Personalstruktur und Angaben zur Mittelverwendung, über sich zu veröffentlichen.

## Aktivitäten

Ehemaliges Logo

Der Verein ist in Deutschland Lizenzgeber des V-Labels, welches ein Gütesiegel für vegetarische und vegane Produkte darstellt. Unter anderem Aldi-Süd kennzeichnet seit 2014 einige Produkte mit dem V-Label.
Um eine zukunftsfähige Ernährungssituation herzustellen, initiierte er eine Reihe von Kampagnen. Mit der Aktion Donnerstag ist Veggietag soll vegetarisches und veganes Essen in Restaurants und in der Kantinenverpflegung gefördert werden. ProVeg ruft außerdem jährlich Aktive und Interessierte zur Partizipation am Worldwide Vegan Bake Sale, den jährlich stattfindenden veganen Kuchenaktionstagen sowie zur Teilnahme an den Meatout-Aktionstagen auf.
Das Mitgliedermagazin erscheint seit 1950, ab 1956 als Der Vegetarier, ab 1999 bis zum Sommer 2015 unter dem Titel natürlich vegetarisch auch im Zeitschriftenhandel, bis 2017 als Vebu-Magazin und seit der Vereinsumbenennung als ProVeg-Magazin. Es erscheint viermal jährlich mit einer Auflage von 16.000 Heften und einem Umfang von 48 Seiten. Zudem produziert und verteilt ProVeg mit der Veggie Times eine Zeitung, die Interessierten und Einsteigern eine Übersicht und Tipps über eine pflanzliche Lebensweise geben soll. Darüber hinaus werden diverse Informationsmedien genutzt, um Mitglieder und Interessierte zu erreichen. Über Newsletter oder über die Homepage wird über Aktionen und Veranstaltungen wie die Aktivisten Akademie und der Veggie-Schnupperkurs informiert. Des Weiteren wird eine Veggie-App für Smartphones angeboten, mit der man sich unterwegs über veggiefreundliche Restaurants informieren kann. Neben allgemeiner Öffentlichkeitsarbeit und Serviceleistungen für Mitglieder und Interessierte besitzt ProVeg zudem eine Pressestelle, die ProVeg medial vertritt.
Als lokale Anlaufstelle für Vegetarier und Veganer wurde das Konzept der Regionalgruppen, bzw. Regionalkontakte ins Leben gerufen, das mittlerweile aus über 200 regionalen Kontakten und Gruppen besteht.
Der VEBU war Veranstalter des 38. Welt-Vegetarier-Kongresses 2008 in Dresden. Im Februar 2011 fand die erste VeggieWorld (Europas größte Messe für den veganen Lebensstil), eine Messe rund um die fleischfreie Lebensweise mit rund 40 Ausstellern, unter der Trägerschaft des VEBU in Wiesbaden mit mehr als 20.000 Besuchern statt. Seit 2011 wird die Messe auch in Düsseldorf veranstaltet. Parallel können sich die Besucher beim Rahmenprogramm über einen nachhaltigen Lebensstil und pflanzenbasierte Ernährung informieren. Zu Gast waren unter anderen Attila Hildmann, Barbara Rütting, Marion Kracht, Ariane Sommer und Anne Menden. Mit Stand 2019 findet die Messe an 18 Standorten in Europa und Asien statt.

Seit Herbst 2014 betreibt ProVeg mit seinem Projekt Karnismus erkennen in Zusammenarbeit mit der Sozialpsychologin Melanie Joy Aufklärungsarbeit rund um das Thema Karnismus. Anfang Februar 2016 sorgte eine Inszenierung im Rahmen einer Kampagne für mediale Aufruhr: In dem fiktiven Schweizer Restaurant La Table Suisse wurden Haustiere wie Katzen und Hunde zum Verzehr angeboten. Nachdem Medien in über 25 Ländern darüber berichtet hatten und es zu einem Shitstorm auf Kanälen in sozialen Medien gekommen war, wurde die Aktion Mitte Februar 2016 als Inszenierung enttarnt. Der VEBU, Swissveg und der Verein Beyond Carnism gaben eine gemeinsame Pressemitteilung ab.